# Phan Thanh Bình (cầu thủ bóng đá)
Phan Thanh Bình (sinh ngày 1 tháng 11 năm 1985) là một cựu cầu thủ bóng đá người Việt Nam. Thời còn thi đấu, anh chơi ở vị trí tiền đạo cho các câu lạc bộ Đồng Tháp, Hoàng Anh Gia lai, Long An và kết thúc sự nghiệp cầu thủ ở Đắk Lắk.

## Sự nghiệp bóng đá
Năm 2004, Phan Thanh Bình đoạt danh hiệu "Cầu thủ trẻ xuất sắc nhất" V.League trong màu áo Đồng Tháp.
Từ năm 2003 đến năm 2008, anh là chân sút chủ lực của Đồng Tháp và là thường xuyên được triệu tập lên đội tuyển quốc gia Việt Nam và Olympic Việt Nam. Anh ghi bàn thắng quyết định trong trận thắng 4–3 trước U-23 Malaysia tại SEA Games 22 đưa U-23 Việt Nam vào chung kết gặp U-23 Thái Lan.
Sau khi kết thúc mùa giải 2008, Phan Thanh Bình chuyển sang thi đấu cho Hoàng Anh Gia Lai. Anh đã ra mắt trận đầu tiên trong màu áo câu lạc bộ mới trong giải Cúp Kinh Đô - VinaCapital 2009 chuẩn bị cho V-League 2009.
Chỉ sau một mùa giải chơi bóng ở HAGL, tiền đạo người Đồng Tháp đã phải tìm một bến đỗ mới tại Long An 2009
Hiện tại Phan Thanh Bình đang là trợ lý huấn luyện viên của đội U-21 Đồng Tháp.

## Cuộc sống riêng tư
Phan Thanh Bình làm đám hỏi với người mẫu cùng quê Huỳnh Thảo Trang vào ngày 30 tháng 11 năm 2008 và đã tổ chức lễ cưới vào ngày Lễ tình nhân 14 tháng 2 năm 2009. Cặp đôi đã có một con gái vào tháng 10 năm 2010. Cuộc hôn nhân kéo dài đến cuối năm 2015 thì hai người ly dị.
Năm 2017, Phan Thanh Bình tham gia chương trình "Sinh ra để tỏa sáng" mùa đầu tiên và lọt vào top 4.

## Bàn thắng quốc tế
| #   | Ngày                 | Địa điểm                                        | Đối thủ   | Bàn thắng | Kết quả | Giải đấu                  |
| --- | -------------------- | ----------------------------------------------- | --------- | --------- | ------- | ------------------------- |
| 1.  | 27 tháng 9 năm 2003  | Incheon, Hàn Quốc                               | Nepal     | 5–0       | Thắng   | Vòng loại Asian Cup 2004  |
| 2.  | 27 tháng 9 năm 2003  | Incheon, Hàn Quốc                               | Nepal     | 5–0       | Thắng   | Vòng loại Asian Cup 2004  |
| 3.  | 24 tháng 10 năm 2003 | Oman                                            | Nepal     | 2–0       | Thắng   | Vòng loại Asian Cup 2004  |
| 4.  | 24 tháng 12 năm 2006 | Sân vận động Suphachalasai, Băng Cốc, Thái Lan  | Thái Lan  | 1–2       | Thua    | Cúp Nhà vua Thái Lan 2006 |
| 5.  | 28 tháng 12 năm 2006 | Sân vận động Suphachalasai, Băng Cốc, Thái Lan  | Singapore | 3–2       | Thắng   | Cúp Nhà vua Thái Lan 2006 |
| 6.  | 30 tháng 12 năm 2006 | Sân vận động Suphachalasai, Băng Cốc, Thái Lan  | Thái Lan  | 1–3       | Thua    | Cúp Nhà vua Thái Lan 2006 |
| 7.  | 17 tháng 1 năm 2007  | Sân vận động Jalan Besar, Kallang, Singapore    | Lào       | 9–0       | Thắng   | AFF Cup 2007              |
| 8.  | 17 tháng 1 năm 2007  | Sân vận động Jalan Besar, Kallang, Singapore    | Lào       | 9–0       | Thắng   | AFF Cup 2007              |
| 9.  | 17 tháng 1 năm 2007  | Sân vận động Jalan Besar, Kallang, Singapore    | Lào       | 9–0       | Thắng   | AFF Cup 2007              |
| 10. | 17 tháng 1 năm 2007  | Sân vận động Jalan Besar, Kallang, Singapore    | Lào       | 9–0       | Thắng   | AFF Cup 2007              |
| 11. | 30 tháng 6 năm 2007  | Sân vận động Quốc gia Mỹ Đình, Hà Nội, Việt Nam | Bahrain   | 5–3       | Thắng   | Giao hữu                  |
| 12. | 12 tháng 7 năm 2007  | Sân vận động Quốc gia Mỹ Đình, Hà Nội, Việt Nam | Qatar     | 1–1       | Hòa     | Asian Cup 2007            |
| 13. | 10 tháng 12 năm 2008 | Sân vận động Surakul, Phuket, Thái Lan          | Lào       | 4–0       | Thắng   | AFF Cup 2008              |

### U-23
| #  | Ngày                 | Địa điểm                                                              | Đối thủ    | Bàn thắng | Kết quả | Giải đấu       |
| -- | -------------------- | --------------------------------------------------------------------- | ---------- | --------- | ------- | -------------- |
| 1. | 4 tháng 12 năm 2003  | Sân vận động Hàng Đẫy, Hà Nội, Việt Nam                               | Indonesia  | 1–0       | 1–0     | SEA Games 2003 |
| 2. | 9 tháng 12 năm 2003  | Sân vận động Quốc gia Mỹ Đình, Hà Nội, Việt Nam                       | Malaysia   | 4–3       | 4–3     | SEA Games 2003 |
| 3. | 3 tháng 12 năm 2007  | Sân vận động thành phố Nakhon Ratchasima, Nakhon Ratchasima, Thái Lan | Singapore  | 2–3       | 2–3     | SEA Games 2007 |
| 4. | 8 tháng 12 năm 2007  | Sân vận động thành phố Nakhon Ratchasima, Nakhon Ratchasima, Thái Lan | Lào        | 2–1       | 2–1     | SEA Games 2007 |
| 5. | 4 tháng 12 năm 2009  | Sân vận động Quốc gia Lào, Viêng Chăn, Lào                            | Đông Timor | 3–0       | 4–0     | SEA Games 2009 |
| 6. | 6 tháng 12 năm 2009  | Sân vận động Quốc gia Lào mới, Viêng Chăn, Lào                        | Malaysia   | 3–1       | 3–1     | SEA Games 2009 |
| 7. | 14 tháng 12 năm 2009 | Sân vận động Quốc gia Lào, Viêng Chăn, Lào                            | Singapore  | 1–1       | 4–1     | SEA Games 2009 |

## Thành tích
- Vô địch AFF Suzuki Cup 2008
- V-League:
- Giải vô địch bóng đá hạng nhất quốc gia: 1 lần vô địch

2006
- Đại hội Thể dục Thể thao toàn quốc:

Huy chương bạc 2006
- Giải vô địch bóng đá U21 Việt Nam

Hạng 3: 2003 và 2004
- Cúp Tiger
- SEA Games

Huy chương bạc 2003, 2005, 2009
- Quả bóng vàng Việt Nam:
- U-22 Việt Nam: vô địch Giải bóng đá Merdeka 2008 tại Malaysia